# Elachistodon westermanni
Elachistodon westermanni är en ormart som beskrevs av Johannes Theodor Reinhardt 1863. Elachistodon westermanni är ensam i släktet Elachistodon som ingår i familjen snokar. IUCN kategoriserar arten globalt som livskraftig. Inga underarter finns listade i Catalogue of Life.
Arten är med en längd upp till 75 cm en liten orm. Den lever i Indien och har antagligen samma levnadssätt som arter från släktet Dasypeltis som lever i Afrika. Födan är troligen ägg från ödlor och fåglar. Honor lägger antagligen själv ägg.